# 더스틴 클레어
더스틴 클레어(Dustin Clare, 1982년 1월 2일 ~ )는 오스트레일리아의 배우이다.

## 출연 작품
- 스파르타쿠스 : 최후의 전쟁 (2013)
- 엄마는 인터넷 스타 (2012)
- 스파르타쿠스 2 : 복수의 시작 (2012)
- 스파르타쿠스 : 갓 오브 아레나 (2011)
- 아이 오브 더 스톰 (2011)